# Коматозники
«Коматозники» (англ. Flatliners) — американський психологічний трилер 1990 року режисера Джоела Шумахера. Стрічка була номінована на премію «Оскар» за найкращий монтаж звукових ефектів.

## Сюжет
Студент-медик на ім'я Нельсон намагається умовити своїх одногрупників провести небезпечний експеримент. Він хоче випробувати на собі клінічну смерть протягом однієї хвилини, після чого його повинні реанімувати. Нельсон дуже хоче дізнатися чи існує життя після смерті, тому і зважився на цей дослід. Після довгих суперечок його друзі все ж погоджуються і не дивлячись на виниклі труднощі, дослід все ж вдається провести. Тепер кожен зі студентів хоче пройти через клінічну смерть. Практично після експерименту кожен з учасників починає бачити дивні явища. Через деякий час друзі починають розуміти, що це не просто галюцинації, а деяка частина реальності, яка безпосередньо пов'язана з їх минулим.

## У ролях
- Кіфер Сазерленд — Нельсон Райт
- Джулія Робертс — Рейчел Манус
- Кевін Бейкон — Дейв Лабрачіо
- Вільям Болдвін — Джо Гарлі
- Олівер Платт — Ренді Штекль
- Кімберлі Скотт — Вінні Гікс
- Джошуа Рудой — Біллі Магоні
- Бенджамін Мутон — містер Манус
- Гоуп Девіс — Енн Колдрен
- Патріція Белчер — Една
- Бет Грант — домогосподарка

## Рімейк
У 2017 році данський режисер Нільс Арден Оплев зняв рімейк під назвою Коматозники.